# Elith Reumert
Elith Poul Ponsaing Reumert (9. januar 1855 i København - 24. juni 1934 i smst.) var en dansk skuespiller og forfatter, gift med Athalia Flammé, far til Poul Reumert.
Reumert blev student og debuterede 30. september 1876 som Marcel i "Arbejderliv" på Det Kongelige Teater, hvis ledelse, vildledt af hans smukke sydlandske ydre, troede, at han var romantisk lyriker og gav ham et derhen hørende repertoire, medens han først fra nytår 1882 brød igennem på Folketeatret som en elskværdig fremstiller af muntre galninge og selvtilfredse bonvivanter og ræsonnører.
I et stort repertoire, der bl.a. blev forøget med hans bearbejdelse af Nøddebo Præstegaard (1888), hvori han selv kreerede Nikolajs rolle, lærte han efterhånden at behandle replikken med megen naturlighed, og samtidig gav den ham lejlighed til at vise særegen evne for fremstillingen af landlige typer, f.eks. bondekarlen i En Vilje.

## Gennembuddet
Da han i 1890 vendte tilbage til Det Kongelige Teater, brød han igennem som Hasle i En Skavank og fik efterhånden sit særlige område som Holbergskuespiller; hans Jacob von Thyboe, Ulysses og doktoren i Barselstuen var morsomme og livfulde komediefigurer, og et mesterværk af landlig stupiditet var hans ridefoged i Erasmus Montanus.
Reumert tog afsked 1912; hans sidste optræden fandt sted 14. december 1911 som faktor Holm i Hvo, som elsker sin Fader. Allerede i studenterdagene fik Reumert trykt digte, og samtidig med sin virksomhed på Folketeatret fik han foruden Nøddebo Præstegaard opført et par småstykker; siden spillede Dagmarteatret Amoriner (1891) og Det Kongelige Teater Før Daggry (1894) og Højgaards Pensionat (1903).
Desuden udgav Reumert nogle elskværdige romaner, f.eks. Skøn Jomfru og Mod Stjernerne, samt i de senere år flere historiske biografier, deriblandt Louise Phister samt En Raceslægt, som handler om familien Heger, og Et Livs Roman. Charlotte Oehlenschläger. Reumert besøgte flere gange Amerika og England som fortolker af H.C. Andersen på engelsk.

## Filmskuespiller
Elith Reumert medvirkede som skuespiller i tre stumfilm: En Mesalliance (1912), Paa Slaget 12 (1923) og Grænsefolket (1927).